# Edward Hodges Baily

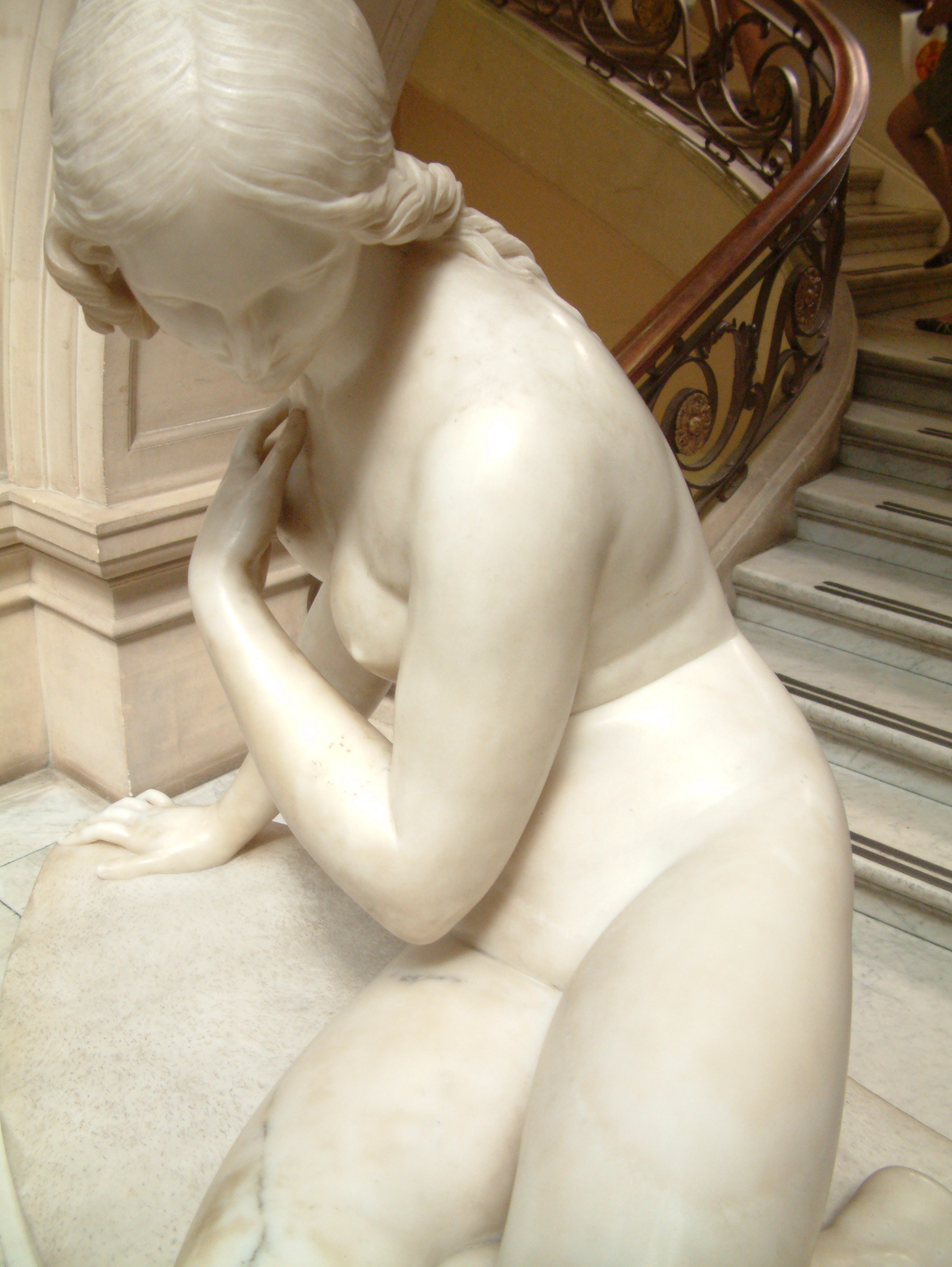
Eva vid källan.

Edward Hodges Baily, född 10 mars 1788 i Bristol, död 22 maj 1867 i Holloway nära London, var en brittisk skulptör.
Baily var elev till John Flaxman, och utförde bland annat statyn över lord Nelson på Trafalgar Square, monument i Westminster Abbey samt den populära skulpturen Eva vid källan (1818).